# Ртищевський район
Рти́щевський райо́н рос. Ртищевський район — муніципальне утворення в Саратовській області. Адміністративний центр району — місто Ртищево.

## Географія
- Ртищевський район розташований у північно-західній частині Саратовскої області на межі з Пензенською областю, у лісостеповій зоні на сході Оксько-Донської височини, у басейні річки Хопер.
- Ліси збереглися переважно у долині Хопра, де знаходиться Макаровське лісництво.
- Територія району — 2,3 тис. км².
- Довжина автодоріг загального користування із твердим покриттям — 263,9 км.
- Найбільші населені пункти: Єлань (786 людей), Макарово (920 людей), Темп (1057 людей), Ртищевський (1156 людей), Салтиковка (1424 людини).

## Історія
- 27 червня 1928 р. відбулося перше засідання організаційної комісії з організації Ртищевського району. Постановою комісії до складу району були включені такі сільради: Курганська, Урусовська, Подгоренська, Голіцинська, Сапожковська, Владикінська, Алєксандровська, Івано-Куліковська, Пєсчанська, Ртищевська, Благодатовська, Бітяговська, Ізнаірська, Міщанська, Уваровська, Дівовська, Чаусовська, Пєсковська з колишньої Ртищевської волості; Чіганакська з Пугачевської волості; Потьмінська, Ключевська, Єкатериновська, Скачіхінська, Красно-Звєздінська із Краснозвєздінської волості; Мало-Сестринська із Краснознаменської волості; Малиновська, Аннено-Байковська, Пєсковатська, Драгуновська, Змєєвська, Аннено-Зибінська, Софьїнська, Петропавлівська із Салтиковської волості. Усього 33 сільради, 11 189 господарств, 56 336 людей населення й 185 населених пунктів.

### Адміністративно-територіальний поділ
До складу району входять 7 муніципальних утворень:
1. Краснозвєздінське сільське поселення
2. Макаровське сільське поселення
3. Октябрьське сільське поселення
4. Ртищевське міське поселення
5. Салтиковське сільське поселення
6. Урусовське сільське поселення
7. Шило-Голіцинське сільське поселення

### Населення
- Районний центр і залізнична станція — місто Ртищево (41 295[1] осіб)
- Населення — 58 678[1] осіб.
- Число сільських населених пунктів — 93.

### Економіка
Сільське господарство району виробляє зернові, цукровий буряк, тваринницьку продукцію. Є плодове господарство.

### Визначні пам'ятки
Ртищевский район багатий пам'ятниками археології, історії й культури. На його території перебувають більш 200 поселень і курганів (II тисячоріччя до нашої ери — початок І тис. нашої доби). У районі відкриті православні храми в селах Владыкино й Червона Зірка, каплиця в селі Свіщьовка.
Збереглися дворянські садиби князів Волконських (Владикіно, будинок керуючого), князів Гагаріних (Урусово), панський будинок Ешліман у селищі Ртищевський. У селі Сапожок похований винахідник «російського світла», електротехнік зі світовим ім'ям П. Н. Яблочков.
На берегах річки Хопер є 4 туристичні бази відпочинку.